# Казанский сельский округ (Айыртауский район)
Казанский сельский округ (каз. Қазан ауылдық округі) — административная единица в составе Айыртауского района Северо-Казахстанской области Казахстана. Административный центр — село Казанка.
Население — 2231 человек (2009, 3407 в 1999, 4028 в 1989).

## История
Казанский сельсовет образован в 1939 году. 24 декабря 1993 года решением главы Кокчетавской областной администрации создан Казанский сельский округ.
В состав сельского округа вошла территория ликвидированного Аксёновского сельского совета (села Аксёновка, Никольское, Никольско-Бурлукское). Село Грачовка было ликвидировано в 2014 году.

## Состав
В состав округа входят такие населенные пункты:
| Населенный пункт           | Население, человек (1989) | Население, человек (1999) | Население, человек (2009) |
| -------------------------- | ------------------------- | ------------------------- | ------------------------- |
| Аксёновка, село            | 718                       | 635                       | 435                       |
| Бурлык, село               | 273                       | 275                       | 143                       |
| Всеволодовка, село         | 423                       | 366                       | 306                       |
| Грачовка, село             | 68                        | 40                        | -                         |
| Казанка, село              | 1547                      | 1130                      | 744                       |
| Никольское, село           | 355                       | 302                       | 195                       |
| Никольско-Бурлукское, село | 347                       | 419                       | 400                       |
| Прекрасное, село           | 297                       | 240                       | 8                         |